# Sangue alla testa (film)
Sangue alla testa (Le sang à la tête) è un film del 1956 diretto da Gilles Grangier.
Il soggetto è tratto dal romanzo Sangue alla testa (Le Fils Cardinaud), di Georges Simenon, con Jean Gabin nel ruolo del protagonista.

## Trama
Francesco Cardinaud, commerciante di pesce in una piccola cittadina francese, ha la sorpresa di non trovare più la moglie a casa. È scappata con un poco di buono e nel paese le reazioni all'episodio sono contrastanti e molti gioiscono del fatto.
Ma Cardinaud è un uomo pacifico, non cerca vendetta. Quello che gli interessa dopo un momento di disorientamento è ricomporre la famiglia, ritrovare la moglie e riportarla a casa. Ci riesce a dispetto di tutti.

## Produzione

### Riprese
Tra i luoghi scelti per le riprese vi sono: il porto industriale La Pallice e vari punti di La Rochelle, l'isola di Ré, e per gli interni gli studi Éclair a Épinay-sur-Seine.

## Distribuzione
Venne distribuito nelle sale francesi il 10 agosto 1956, mentre uscì in Italia solo nel 1963.

## Colonna sonora
Per la versione italiana il tema musicale è rappresentato dalla canzone Se la cercherai, cantata dall'allora dodicenne Loretta Goggi (accreditata come Loretta), scritta da Nico Fidenco e Nino P. Tassone.